# Partula suturalis ssp. vexillum
Partula suturalis ssp. vexillum је подврста класе Gastropoda која припада реду Stylommatophora. 

## Угроженост
Ова врста је скоро изумрла, и нису познати слободни живи примерци.

## Распрострањење
Пре изумирања, само Француска Полинезија.

## Станиште
Врста Partula suturalis ssp. vexillum има станиште на копну.